# Phyllanthera grayi
Phyllanthera grayi är en oleanderväxtart som först beskrevs av Paul Irwin Forster, och fick sitt nu gällande namn av Venter. Phyllanthera grayi ingår i släktet Phyllanthera och familjen oleanderväxter. Inga underarter finns listade i Catalogue of Life.